# Црква Светог Василија Острошког у Источном Сарајеву
Црква Светог Василија Острошког православни је храм који припада Митрополији дабробосанској Српске православне цркве (СПЦ). Налази се у Добрињи, Република Српска, Босна и Херцеговина. Црквена општина и парохија которачка у Добрињи – Источно Сарајево помиње се у деветнаестом вијеку и звала се Сарајевско поље. Од 1919. године, границе парохије су измјењене и од тада носи назив по истоименом селу Которац који је с околним насељима и селима чинио парохију.

## Историја
Њена градња је започета у октобру 1990. године. До 1992. године завршени су зидарски радови и црква је била покривена бакарним лимом. Избијањем рата у Југославији и рата у Босни и Херцеговини, црква се нашла на линији разграничења између Републике Српске и Федерације и претрпела је знатна оштећења. Након рата, настављени су радови на уређењу цркве и исти су завршени 1998. године. У њој је 2. маја 1999. године обиљежено неколико значајних јубилеја Српске православне цркве, а служио је патријарх српски Павле са више епископа, свештеника и ђакона. Цркву је освештао митрополит дабробосански Николај 30. септембра 2001. године. Вишегодишње закишњавање (1992—1996) зидова и симсова условило је да се на постављеној фасади појаве оштећења. То је био разлог да се у току 2015. године приступи обнови фасаде и измјени лима на појединим дијеловима симса. Измјењена је боја фасаде, па спољни изглед храма није исти као у времену до тада.

### Унутрашњост храма
Инвентар храма (иконостас, Христова гробница, пјевнице, постоља за цјеливајуће иконе, владичански трон итд.) израђени су у дуборезу од храстовог дрвета. Иконе су урађене у манастиру Св. Прохора Пчињског. У љето 1997. године завршени су радови на унутрашњем уређењу храма, а сљедеће године, 1998, завршена је фасада храма.

### Обнова храма
Вишегодишње закишњавање зидова и симсова храма учинило је да буде убрзано пропадање постављене фасаде, па се 2015. приступило обнови исте. Том приликом је извршена замјена оштећеног лима на симсовима, а старо звоно је замјењено трима новима. Тако је до краја 2016. завршена половина храма (звоник и зидови до апсида), а 2017. купола и олтар.
Почетком марта 1996. године црква у Добрињи постаје једино богослужбено мјесто у овом дијелу Источног Сарајева. Наредних година граде се храмови у Војковићима (Св. Петра Дабровосанског), Миљевићима (Св. влмч Георгија), Касиндолу (Св. Варнаве Исповједника, Тилави (Преподобне Ангелине), Которцу - Кула (Нерукотвореног лика Спаситељевог). Данас се служи у свим наведеним храмовима.